# Wasserturm Teutschenthal

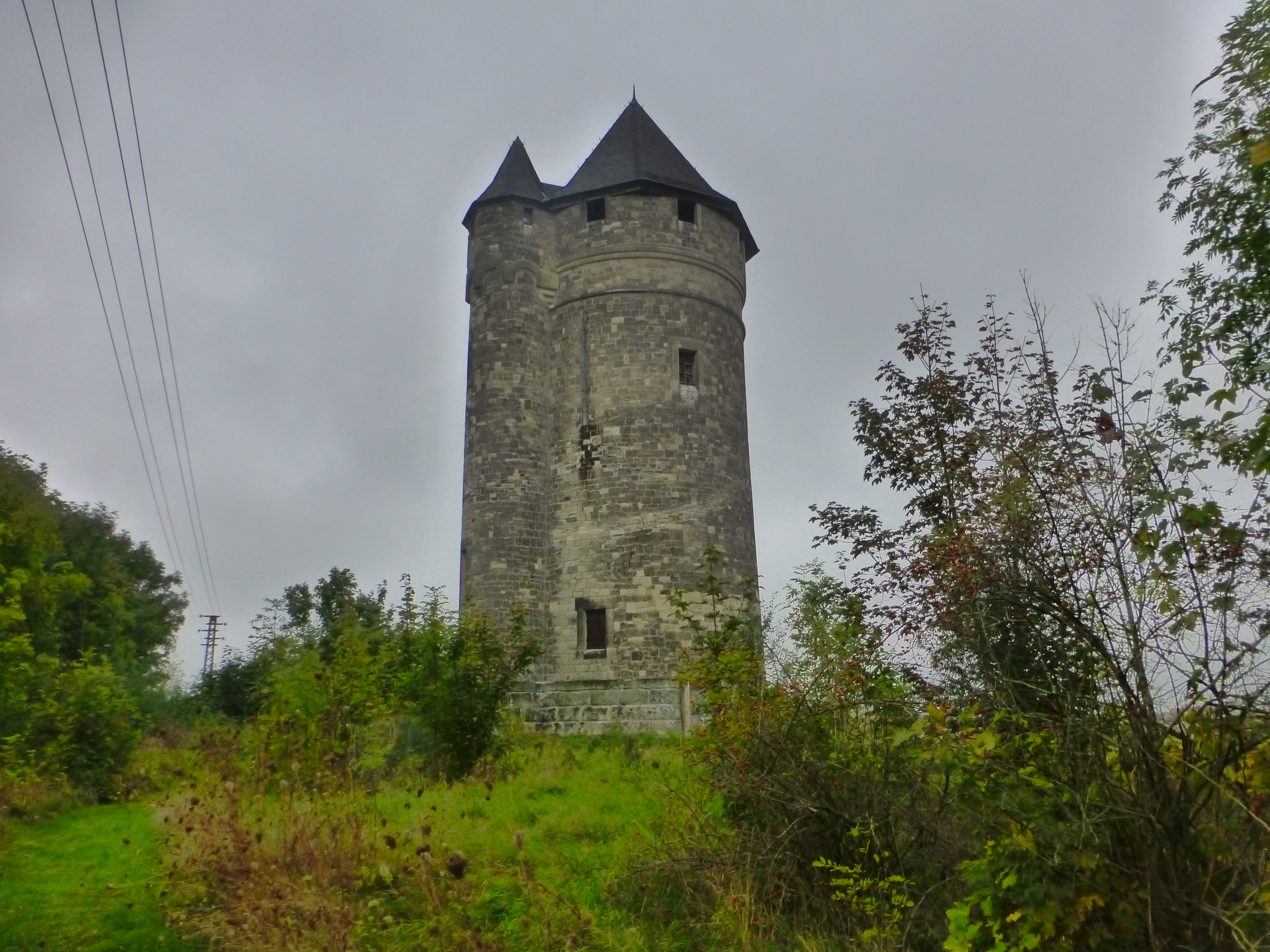
Ansicht von Süden

Der ehemalige Wasserturm Teutschenthal ist ein denkmalgeschütztes historistisches Bauwerk in der Gemeinde Teutschenthal in Sachsen-Anhalt. Im örtlichen Denkmalverzeichnis war er unter der Erfassungsnummer 094 55644 als Baudenkmal verzeichnet.
Der Wasserturm Teutschenthal wurde zur Versorgung des wentzelschen Schlosses und des Schlossparkes und seinen Anlagen mit Wasser errichtet. Aus der Ferne wirkt der er wie ein Burgfried mit einem Doppelturm, aus der Nähe eher wie ein Aussichtsturm.